# Gurrea de Gállego
Gurrea de Gállego (em aragonês: Gurrea de Galligo) é um município da Espanha na província de Huesca, comunidade autónoma de Aragão, de área 192 km² com população de 1721 habitantes (2007) e densidade populacional de 9,08 hab/km².

## Demografia
| Variação demográfica do município entre 1991 e 2004 | Variação demográfica do município entre 1991 e 2004 | Variação demográfica do município entre 1991 e 2004 | Variação demográfica do município entre 1991 e 2004 |
| --------------------------------------------------- | --------------------------------------------------- | --------------------------------------------------- | --------------------------------------------------- |
| 1991                                                | 1996                                                | 2001                                                | 2004                                                |
| 1998                                                | 1895                                                | 1772                                                | 1744                                                |